# Eija-Liisa Ahtila
Eija-Liisa Ahtila (Hämeenlinna, Finlandia, 1959) es una fotógrafa y videoartista finesa. Vive y trabaja en Helsinki.

## Biografía
Estudió Pintura en el Free Art of School en la Universidad de Helsinki (1980-1985) y en el London College of Printing de Londres (1990-1991). Finalmente se especializó en el American Film Institute de Los Ángeles (1994-1995).

### Trayectoria artística
En 1998, Eija-Liisa Ahtila participó en la segunda edición de Manifesta. Su video polisémico Consolation Service, fue premiado en la 51.ª Bienal de Venecia (1999), con en el que planteó una deconstrucción de la ilusión cinematográfica. Ganó el Vincent Award en el 2000. En el 2002 expuso en la Tate Modern, en el 2006 exhibió su instalación multi-pantalla The Wind en el MoMA. y también en 2006 ganó el Artes Mundi Prize en Cardiff, Gales. En 2009, Where is Where? nos cuenta cómo la historia afecta a nuestra opinión de la realidad.
Su obra está conceptualmente organizada en torno a la construcción de la imagen, lenguaje, narrativa y espacio. Usando el lenguaje cinematográfico, Ahtila crea instalaciones de gran formato, con proyecciones en múltiples canales. Su propuesta rompe con la tradición de la perspectiva cinematográfica, y construye una experiencia de la que coexisten múltiples espacios y tiempos.
Eija-Liisa Ahtila aborda temas sobre el amor, el sexo, los celos, la ira, la vulnerabilidad y reconciliación o la formación y la destrucción de la identidad. En sus series fotográficas, la historia cobra un gran protagonismo, llamadas por ella misma “dramas humanos”, que son historias basadas en la investigación de hechos reales o ficticios. En su producción, la “otredad” está muy presente, el límite entre el yo y el otro. Muchas de sus obras invitan al espectador a inmiscuirse en la mente de individuos captados en momentos de gran fragilidad psicológica.
Su trabajo se ha exhibido en todos los continentes, desde la Tate Modern de Londres, el Guggenheim de Bilbao, The Tokyo Opera City Art Gallery de Japón, o el Museo de Arte Contemporáneo Helga de Alvear de Cáceres.

## Obra

### Instalaciones
- Me/We, Okay, Grey (1993), instalación con 3 proyecciones
- If 6 was 9 (1995), instalación con 3 proyecciones
- Today (1996), instalación con 3 proyecciones
- Anne, Aki and God (1998), instalación con 5 monitores y 2 pantallas
- Consolation Service (1999), instalación con 2 proyecciones
- The Present (2001), instalación con 5 canales
- The House (2002), instalación con 3 canales
- Talo (2002), obra de 3 instalaciones simultáneas, expuesta en el Museo de Arte Contemporáneo Helga de Alvear
- The Wind (2002), instalación con 3 proyecciones
- Love is a Treasure (2002)
- The Hour of Prayer (2005), instalación con 4 canales
- Fishermen / Études N°1 (2007), instalación con 1 canal
- Where is Where? (2008), instalación con 6 canales
- The Annunciation (2010), instalación con 3 canales
- Horizontal (2011), instalación con 6 canales
- Studies on the Ecology of Drama (2014), instalación con 4 canales
- Potentiality for Love (2018), una instalación híbrida que combina escultura con imágenes en movimiento

### Esculturas
- The House Sculptures (2004), serie elaborada en distintos materiales que examina estructuras espaciales y su percepción.
- The Clear House (2004), fabricada fundamentalmente en cristal acrílico, madera y foam, que permite la visión exterior.
- The Pool House (2004)
- The Shade House (2004)
- The Tent House (2004)[8]

### Series de fotografías
- Horizontal (2018)
- Instruments (2014)
- Scenographer's mind (2002)
- Assistant Series (1999). Serie de fotografías que incluye la obra View, Kirsi, Laugh, Support, House, Closed doors, expuestas en Museo de Arte Contemporáneo Helga de Alvear
- Casting portraits (1995-97)
- Dog bites (1992-97)

### Dibujos
- Anthropomorphic Exercises on Film (2011), serie de dibujos en los que el protagonista es un abeto.

## Premios y reconocimientos
- 2013, Premio Categoría Art Lab, Festival Internazionale del Cinema d’Arte, Milan, Italia (Obra: The Annunciation)
- 2012, Premio al Mejor Film Europeo, International Short Film Festival Oberhausen, Alemania (Obra: The Annunciation)
- 2009, Académica de las Artes, Helsinki, Finlandia
- 2008, The Prince Eugen Medal for outstanding artistic achievement, Estocolmo, Suecia
- 2006, Artes Mundi, Wales International Visual Arts Prize, Cardiff, Reino Unido
- 2005, Pro Finlandia Medal, Order of the Lion of Finland, Helsinki, Finlandia
- 2002, Great Prize Fiction, Vila do Conde International Short Film Festival, Portugal (Obra: Love is a Treasure)
- 2002, Mejor Ficción, Kettupäivät Film Festival, Helsinki, Finlandia (Obra: Love is a Treasure)
- 2002, Mejor Producción, National Council for Audiovisual Arts, Helsinki, Finlandia
- 2000, Premio Bienal Vicent Van Gogh de Arte Contemporáneo Europeo, Maastricht, Países Bajos
- 2000, Coutts Contemporary Art Foundation Award, Zúrich, Suiza
- 2000, Mejor cortometraje nórdico, Nordisk Panorama, Bergen, Norway (Obra: Consolation Service)
- 2000, Premio del Festival Internacional de Cortometrajes Tampere, Finlandia (Obra: Consolation Service)
- 2000, Mejor producción, National Council for Audiovisual Arts, Helsinki, Finlandia
- 1999, Mención de honor en la 48 edición de la Biennale de Venecia, Italia (Obra: Consolation Service)
- 1999, Mejor producción, National Council for Audiovisual Arts, Helsinki, Finlandia
- 1998, Edstrand Art Prize, Malmö, Suecia
- 1998, Competición internacional, VIPER International Festival for Film and New Media, Basel, Suiza (Obra: Today)
- 1998, Artista femenina, Videonale, Bonn, Alemania (Obra: Today)
- 1997, Mención de Honor del Jurado, International Short Film Festival Oberhausen, Alemania (Obra: Today)
- 1997, Premio del Festival Internacional de Cortometrajes de Tampere, Finlandia (Obra: Today)
- 1997, AVEK por sus importantes logros en el cambio de la cultura auidiovisual, Helsinki, Finlandia
- 1997, Mejor Película en competición internacional en el Festival Internacional de Cine y Nuevos Medios, Basel, Suiza (Obra: If 6 was 9)
- 1993, Mejor Producción, National Council for Audiovisual Arts, Helsinki, Finlandia
- 1990, Mejor joven artista del año, Tampere, Finlandia